# SeaMonkey
SeaMonkey är en webbläsare för Windows, Linux, Mac OS och OS/2 som bygger på Mozilla, och är en vidareutveckling av programsviten Mozilla Suite, som upphörde år 2006. Gränssnitt och funktionalitet påminner vidare om Netscapes programsvit i version 7-serien. SeaMonkey delar källkod med andra program (till exempel Firefox) som tillika använder renderingsmotorn Gecko, utvecklad sedan 1998 och uppskattad bland annat för iakttagandet av och anpassningen till etablerade standarder för kommunikation över Internet.
SeaMonkey har stöd för flikar och blockering av extrafönster. Utöver webbläsaren Navigator innehåller programmet e-postklienten Mail & Newsgroups, WYSIWYG-editorn Composer, IRC-klienten ChatZilla, adressbokshantering med mera.
SeaMonkey finns som direktinstallation på svenska för Windows, Mac OS och Linux, men för att få svenskt språkstöd i andra operativsystem behöver man installera programmet och sedan hämta ned en extra språkfil. Den nya svenska översättningen följer i princip Svenska datatermgruppens rekommendationer.